# Thập niên 1210
Thập niên 1210 là thập niên diễn ra từ năm 1210 đến 1219.